# Canton Elektronik

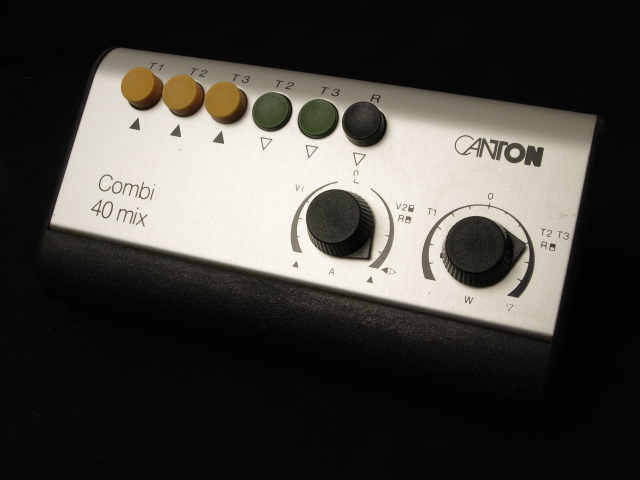
Umschalteinheit für HiFi-Zubehör

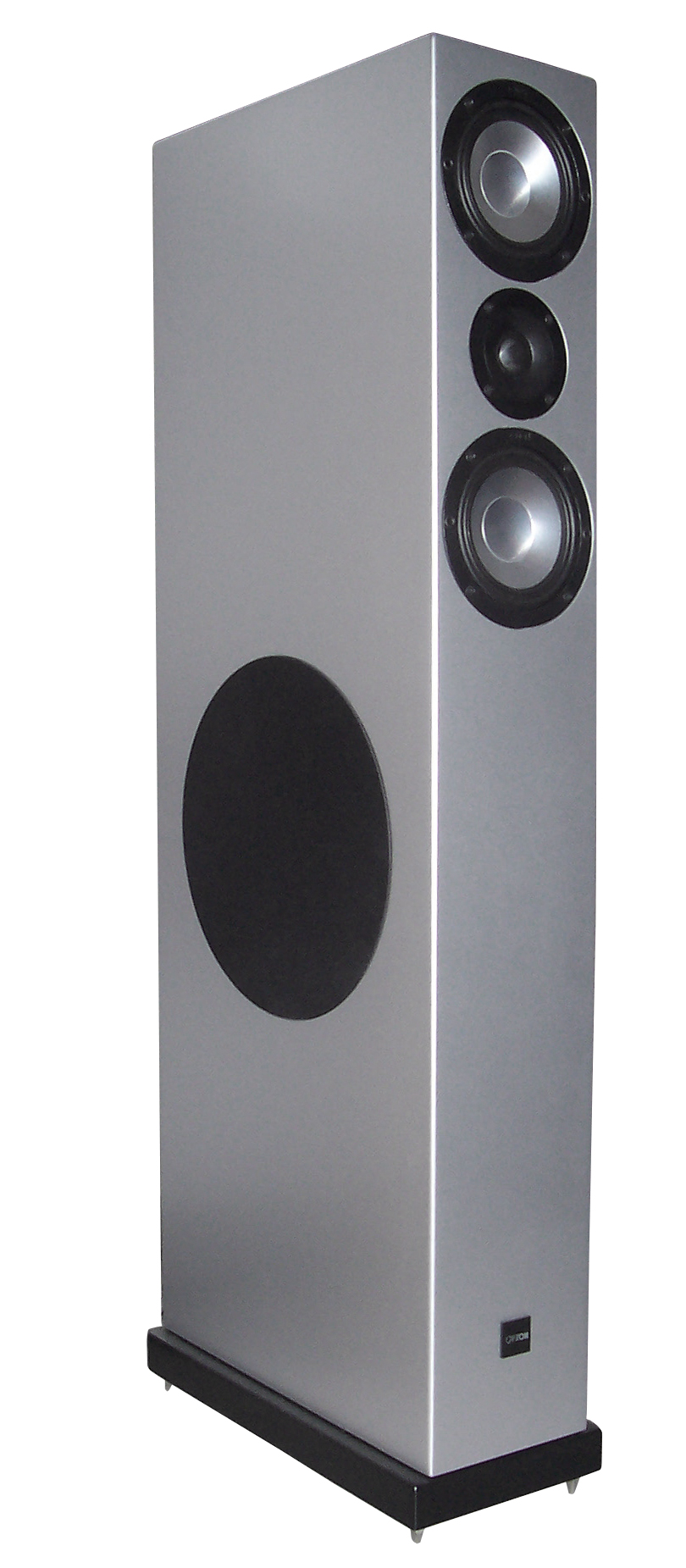
3-Wege-Lautsprecher der Serie Karat

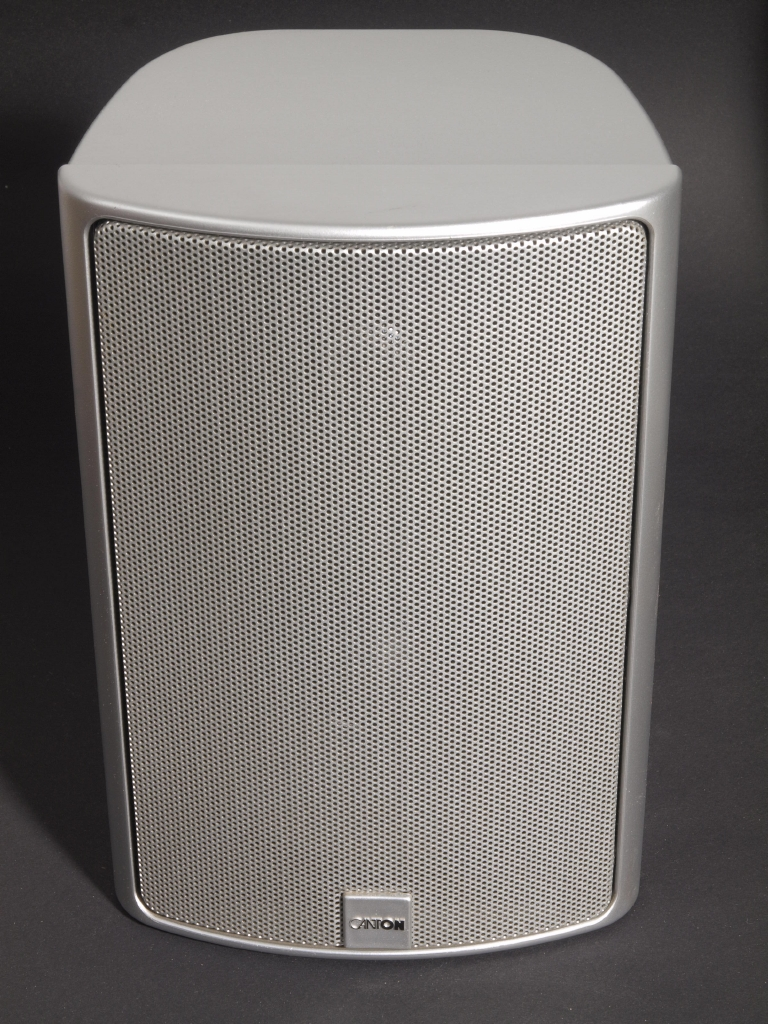
Plus XL

Die Canton Elektronik GmbH & Co. KG ist ein deutscher Hersteller von Lautsprechern sowie HiFi- und AV-Elektronik. Der Unternehmenssitz befindet sich in Weilrod (Taunus), Ortsteil Niederlauken, ca. 35 Kilometer nordwestlich von Frankfurt am Main.
Der Name Canton setzt sich aus dem lateinischen cantare (dt.: ‚singen‘) und dem deutschen Wort Ton zusammen.
Die Canton Elektronik GmbH ist der größte deutsche HiFi-Lautsprecherhersteller und der drittgrößte in Europa. Das Firmenlogo ist aus der Darstellung einer akustischen Wellenfront abgeleitet und zeigt die ansteigende Lautstärke des Klangs (Crescendo). Die Lücke zwischen den Buchstaben N und T stilisiert das Prinzip der Stereophonie.
Das Unternehmen vertreibt seine Produkte weltweit. Das Portfolio reicht von Regal- und Standlautsprechern über verschiedene Stereo- und Surround-Systeme bis hin zu speziellen Einbaulautsprechern, die in Wänden oder Decken montiert werden. Des Weiteren offeriert Canton eine Serie von smarten Produkten, die Sounddecks, Soundbars, Aktivlautsprecher und Verstärker umfassen. Darüber hinaus bietet Canton unter dem Namen „Reference K“ eine Serie audiophiler Lautsprecher im oberen Preissegment an.
Canton produziert in Weilrod und in Tschechien. In Weilrod gibt es eine eigene Entwicklungsabteilung mit schalltotem Raum und zwei Hörräume/Showrooms für Besucher. Lautsprechergehäuse lässt Canton wie T+A und Nubert in der Möbelmanufaktur Roterring im Münsterland herstellen (2018).
Canton ist Mitglied im Interessenverband für hochwertige Unterhaltungselektronik, High End Society e. V.

## Geschichte
Das Unternehmen wurde im Oktober 1972 von Hubert Milbers (Geschäftsführung), Otfried Sandig (Marketing, Vertrieb), Wolfgang Seikritt (Entwicklung) und Günther Seitz (Technik) gegründet. Im gleichen Jahr erschien der erste Regallautsprecher der LE-Serie.
- 1972: erster Regallautsprecher der LE-Serie
- 1978: Receiver Gamma 800R
- 1979 kam der erste Standlautsprecher der „Ergo“-Baureihe auf den Markt. Im Jahr darauf folgte das erste Subwoofer-Satelliten-System.
- 1980: erstes Subwoofer-Satelliten-System (ein GLS-50-Subwoofer, zwei GL-210-Lautsprecher)
- 1981: Mit der Lautsprecherserie „Quinto“ stieg Canton in das zunehmend digitale Audiozeitalter ein. Der Regal-Lautsprecher Quinto 510 ist das bis dato kompakteste Modell.
- 1983: Mit den Lautsprechern der „Pullman“-Serie erweiterte Canton sein Programm um Car-HiFi-Lautsprecher.
- 1981: Hard-Dome-Tweeter aus Titan für den Hochtonbereich
- 1985: CA 30 ermöglicht die elektronische Regulierung des Ein- und Ausschwingverhaltens.
- 1986: Vorverstärker EC-P 1 für Aktivlautsprecher
- 1993: SC-Technologie erweitert den Übertragungsbereich um mehr als eine Oktave nach unten.
- 1995 wurde der erste kommerziell erhältliche digital entzerrte Lautsprecher, der „Digital 1“, vorgestellt. Die Box wurde mit dem European Audio Award zur „besten Audio-Innovation“ ausgezeichnet.
- 1998 stellte Canton sein erstes Surround-System nach THX-Spezifikationen vor. Zeitgleich wird die Baureihe „Ergo“ um die Standlautsprecher des Typs RC-L erweitert.
- 1999 kam die „Popsmart“-Serie auf den Markt. Dabei handelt es sich um kompakte Lautsprecher mit einem transparenten Kunststoffgehäuse, das in mehreren Farben erhältlich ist. Im selben Jahr wird Günther Seitz alleiniger Geschäftsführer des Unternehmens.
- 2000 folgte die „Movie“-Serie, deren kompakte Gehäuse auf moderne Wohnungseinrichtungen abgestimmt sind.
- 2002: Mit der „Karat Reference 2 DC“ präsentierte Canton ein neues Spitzenmodell. Bei der Entwicklung dieses Lautsprechersystems wurden spezielle Analyse- und Simulationsverfahren eingesetzt, um Auswirkungen bei der Modifikation von Gehäuse, Lautsprecherweiche und Lautsprecherchassis schon während der Konstruktionsphase zu ermitteln.
- 2003: Bei der vorgestellten „CD“-Serie werden erstmals schlanke Aluminiumgehäuse verwendet.
- 2004 stellte Canton die patentierte „Wave“- oder „Doppelsicken“-Technologie vor, die mehr Membranhub und klareren Klang gegenüber herkömmlichen Membran-Aufhängungen ermöglichen soll.
- 2005 fertigte Canton mit dem „CD 3500 wireless“ einen hochwertigen Funklautsprecher in Serie. Die verwendete Technik arbeitet mit bidirektionalem Datentransfer und bietet hohe Übertragungsqualität zwischen Sender und Empfänger. Das System ist rauschfrei und unempfindlich gegen äußere Störquellen wie Mobiltelefone, Mikrowellengeräte oder WLAN-Netze. Im gleichen Jahr kam die „Vento“-Modellreihe auf den Markt, die qualitativ oberhalb der „Karat“-Serie angesiedelt ist.
- 2007 folgte die Vorstellung der Serie „Digital Movie“ mit einem eigenen 2.1-Virtual-Surround-Konzept.
- 2009 wurde die „Reference“-Baureihe eingeführt und es folgte die Vorstellung des Technologieträgers Reference 1.2 DC.
- 2011: Vorstellung der Baureihe „your_World“ – moderne Funklautsprecher mit verschiedensten Einsatzmöglichkeiten.
- 2013: Canton/Škoda: In enger Zusammenarbeit mit Škoda entwickelte Canton ein Premium-Soundsystem, das für die Modelle Superb und Octavia als Ausstattungsvariante erhältlich war.
- 2014: Jahrhunderthalle Frankfurt: Die Canton-Lounge in der Jahrhunderthalle wurde eröffnet. Veranstaltungsbesucher können die Lounge als Upgrade zu jeder Karte erwerben mit eigenem Parkplatz, Speisen und Getränken und Canton-Sound.
- 2014: Keramik-Wolfram-/Titaniummembranen: Auf der Suche nach Materialien, die gleichzeitig steif und leicht sind, entwickelte Canton Keramik-Wolfram- und Titaniummembranen, die in den Premium-Modellen verbaut werden.
- 2015: EISA Award – Die DM 90.3 gewinnt den Best-Product-Award für die beste Soundbar Europas.
- 2019: Smart-Serie – Canton stellt die ersten Produkte der neuen Smart-Serie vor: Die kabellose Vernetzung und zentrale Steuerung macht flexibles Musik-Streaming im Single-Room oder Multi-Room möglich.
- 2020: Eintracht Frankfurt – Seit der Spielsaison 2020/2021 ist Canton offizieller Audio-Partner des Fußball-Bundesligisten Eintracht Frankfurt.

## Aktuelle Modellreihen (Stand: 2023)
Reference K, Hifi, Smart, Home Cinema, ProHouse, online exklusiv (Klassen absteigend)
- Reference R (High End)
- Reference-K-Serie (High End)
- Smart Reference K, Smart Vento, Smart GLE (kabellose Aktiv-Lautsprecher)
- Vento-Serie (obere Mittelklasse)
- Ergo-Serie (Mittelklasse)
- Chrono-SL-Serie
- Chrono-Serie
- A-Serie (online exklusiv)
- B-Serie (online exklusiv)
- C-Serie (online exklusiv)
- GLE-Serie (Einstiegsklasse)
- CD-Serie
- AR (Dolby-Atmos-Lautsprecher)
- Smart-Soundbar
- Smart Sounddeck
- Smart Sub
- Smart Amp 5.1 und Smart Connect 5.1
- Sub (Subwoofer)
- Movie (Heimkinosystem)
- Atelier (OnWall-Lautsprecher)
- InWall (Wand- und Deckenlautsprecher)
- InCeiling (Einbaulautsprecher)
- Plus (Kleinlautsprecher)
- Pro (In- und Outdoorlautsprecher)